# Цуцканиј дин Вале (Њамц)
Цуцканиј дин Вале (рум. Țuțcanii din Vale) насеље је у Румунији у округу Њамц у општини Бахна. Oпштина се налази на надморској висини од 302 m.

## Становништво
Према подацима из 2002. године у насељу је живело 345 становника, од којих су сви румунске националности.